# Jacques Dumoulin
Jacques Dumoulin, né le 12 février 1898 à Québec et mort le 20 février 1988 à Sarasota, est un avocat et homme politique québécois.

## Biographie
Il est le fils de Philippe-Benjamin Dumoulin, gérant de la Banque Molson pour le district de Québec et vice-président de la Caisse d'économie de Québec, et de Marie-Louise Taschereau. Il est le neveu du premier ministre Louis-Alexandre Taschereau.
Dumoulin accomplit d'abord ses études au Pensionnat Saint-Jean-Berchmans à Québec puis au Séminaire de Québec ainsi qu'au Collège de Lévis.
Jacques Dumoulin a étudié au Collège Loyola à Montréal et à l'Université Laval à Québec, dont il obtiendra un doctorat honoris causa en 1952. Il a été admis au barreau en 1921.
Il pratique le métier d'avocat dans la ville de Québec, auprès de Maître Gabriel Gaudry entre 1921 et 1955 et sera également Trésorier du Barreau de Québec entre 1933 et 1936.
Dumoulin est Conseiller du roi en 1932, député du comté de Montmorency en 1938 (réélu en 1944 puis défait en 1948), membre du Conseil d'éducation publique du Québec (1942-1964), Directeur et vice-président de la Banque d'économie de Québec (1950-1955) bâtonnier du Québec de 1952 à 1953. Il est également juge à la Cour d'appel de la Cour martiale (1959) et à la Cour de l'échiquier du Canada (1955-1970). Enfin il sera juge à la division d'appel de la Cour fédérale du Canada (1970-1972).
Il est inhumé au cimetière Notre-Dame-de-Belmont.
Il est le père de Louise Clark, première diplômée au Québec en notariat, recyclée ensuite dans l'aviation.

## Publications
Jacques Dumoulin est auteur de Visions d'Espagne (1927).

## Prix et distinctions
- Membre du Club de la Garnison et du Cercle universitaire de Québec.
- Création du conseil en loi du roi le 30 décembre 1931[1].